# Get Up And Dance/Hot Up And Heated
Albums de Junior Giscombe
Nice And Slow Mama Used to Say
"Get Up and Dance / Hot Up and Heated" est un single du chanteur et compositeur britannique Junior Giscombe, sorti au deuxième trimestre 1980. Le single contient « Get Up and Dance » sur la face A et « Hot Up and Heated » sur la face B. Les deux morceaux ont été écrits par Junior Giscombe et Junior Douglas ainsi que produits par Junior Douglas. Le single a atteint la première place du classement des singles français et la première place du Billboard Breakout Chart aux États-Unis,
Dans une réflexion sur le succès inattendu du morceau, Giscombe a rappelé :
J'ai fait un morceau intitulé « Get Up And Dance » / « Hot Up And Heated » vers 1978/79, et je n'avais aucune idée de l'ampleur que ce 12 pouces avait pris en Europe. Quand je suis allé en France pour faire un spectacle devant environ quatre mille personnes à Paris, et que je suis monté sur scène pour chanter « Mama Used To Say », quand ils ont commencé le morceau, tout le monde s'est mis à huer ! (Rires) Je me suis dit : « Attendez une minute, vous m'avez appelé ici ! »

## Contexte
Junior Giscombe a commencé sa carrière musicale en travaillant avec le groupe britannique populaire de musique noire Linx entre 1980 et 1982. Un single unique de 1980 appelé Get Up And Dance / Hot Up And Heated a eu un certain succès dans les clubs au Royaume-Uni et en France, ce qui a poussé Roger Ames, alors responsable A&R chez Phonogram, à le retrouver. Cela a abouti à un contrat avec la maison de disques au Royaume-Uni et à des sorties chez Mercury Records.

## Liste des pistes
7"
1. « Lève-toi et danse » – 4:22
2. « Chaud et chauffé » – 4:41

12"
1. « Lève-toi et danse » – 6:28
2. « Chaud et chauffé » – 6:47

## Personnel
- Junior Giscombe – chanteur principal, auteur-compositeur
- Junior Douglas – auteur-compositeur, producteur
- Hope Richardson – auteur-compositeur
- Pascal - auteur-compositeur

## Graphiques
| Graphique (1980)                        | Position de pointe |
| --------------------------------------- | ------------------ |
| Classement des singles français (SNEP)  | 1                  |
| Billboard Breakout Chart aux États-Unis | 1                  |